# Tylototriton anhuiensis
Tylototriton anhuiensis é uma espécie de anfíbio caudado da família Salamandridae. O seu estado de conservação ainda não foi avaliado pela Lista Vermelha da UICN. Está presente na China.